# NGC 3100
NGC 3100 (другие обозначения — NGC 3103, ESO 435-30, MCG -5-24-18, AM 0958-312, PGC 28960) — линзообразная галактика с перемычкой (SB0) в созвездии Насоса. Открыта Джоном Гершелем в 1836 году.
Этот объект занесён в «Новый общий каталог» дважды с обозначениями NGC 3100, NGC 3103 и входит в число перечисленных в оригинальной редакции «Нового общего каталога».
В спектре галактики имеется чёткая линия угарного газа. В NGC 3100 выявлена кольцеобразная вращающаяся структура.